# Hypophosphatasie
Hypophosphatasie (kurz HPP) ist eine seltene, vererbliche, derzeit nicht heilbare Störung im Knochenstoffwechsel, die sich vor allem im Skelettaufbau manifestiert. Sie wird auch als Rathbun-Syndrom oder Phosphatasemangelrachitis bezeichnet und häufig mit anderen Krankheiten wie Rachitis oder Osteoporose oder der „Glasknochenkrankheit“ (Osteogenesis imperfecta) verwechselt. Durch entzündliche Prozesse in Knochen, Gelenken und der Muskulatur kommt es jedoch auch zur Verwechselung mit rheumatischen Erkrankungen. Die Krankheit wird autosomal-rezessiv vererbt.

## Beschreibung
Mehrere genetische Besonderheiten auf Chromosom 1 Genlocus p34-36 sind die Ursache dafür, dass das Enzym alkalische Phosphatase – genauer gesagt, die gewebe-unspezifische alkalische Phosphatase (engl. TNSALP – für tissue non-specific alkaline phosphatase) – in zu geringer Konzentration im Organismus hergestellt wird und/oder zu wenig Aktivität zeigt. Die alkalische Phosphatase (ALP) besteht aus mehreren Isoenzymen (gemessen wird aber meistens nur die gesamte ALP im Blut), die in unterschiedlichen Organen im Körper und in den Knochen produziert werden. Es gibt spezifische ALPs (intestinal type, placental type, pseudo-placental type) und eine gewebeunspezifische ALP (bone/liver/kidney type).
Die alkalische Phosphatase spielt eine wesentliche Rolle beim Aufbau der Knochen. Die Osteoblasten, das sind die Zellen, die den Knochen aufbauen, benötigen für den Knochenaufbau große Mengen der alkalischen Phosphatase, die sie teilweise selbst herstellen und teilweise aus dem Blutkreislauf entnehmen. Die ALP spaltet unter anderem anorganisches Pyrophosphat auf und gewinnt so Phosphat für den Knochenaufbau. Gemeinsam mit Calcium wird daraus in den Osteoblasten das Knochenmineral Hydroxylapatit generiert. Dadurch, dass bei der Hypophosphatasie die alkalische Phosphatase defekt ist, reichert sich anorganisches Pyrophosphat im Organismus an und hemmt aktiv die weitere Knochenmineralisierung. Zugleich verbinden sich Calcium und Phosphat außerhalb der Osteoblasten miteinander zu Kristallen, die sich ebenfalls im Organismus verbreiten und ablagern können. Diese Mikrokristalle führen mittels einer Autoimmunreaktion zu Entzündungsreaktionen in Knochen, Gelenken sowie der Muskulatur. Vor allem diese nicht-bakteriellen Entzündungen an Knochen und Gelenken führen oft zu einer Verwechselung der Symptome der Hypophosphatasie mit denen anderer Erkrankungen wie Rheuma oder Arthrose/Arthritis (und teilweise sogar mit Knochenkrebs).
Neben dem anorganischen Pyrophosphat werden bei der Hypophosphatasie auch Phosphoethanolamin und Pyridoxal-5-Phosphat zu wenig umgesetzt und reichern sich in Blut und/oder Urin an, wo sie zur sicheren Diagnose der Hypophosphatasie dienen.
Die Forschung unterscheidet insgesamt fünf – nach anderen Quellen auch sechs – Verlaufsformen der Hypophosphatasie, die dadurch eine sehr große Variabilität hinsichtlich ihres klinischen Erscheinungsbildes (Phänotyp) aufweist.
Die Folgen des Mangels an alkalischer Phosphatase sind für den gesamten Körper gravierend: Im Säuglingsalter zeigen sich Deformierungen des Schädels, durch vorzeitig verknöcherte Schädelnähte. Durch zu weiche Knochen im Brustkorb kommt es zu Problemen mit der Atmung. Fast alle Knochen können brechen oder sich verformen. Diese Tendenz steigt mit der mechanischen Belastung, etwa beim Laufen. Da auch die Wachstumsfugen der Knochen in Mitleidenschaft gezogen werden, ist Minderwuchs ebenfalls ein häufiges Symptom der Hypophosphatasie. In einigen Fällen kommt auch ein regelrechter Kleinwuchs vor. Die Symptome sind allerdings nicht nur auf den Skelettaufbau beschränkt, sondern betreffen auch weitere Körperfunktionen, wie die Verdauung und die Nervenfunktion. Ebenfalls typisch ist ein verfrühter Verlust sowohl der Milchzähne als auch der zweiten Dentition. In einigen Fällen kann auch eine Verkalkung der Nieren, eine so genannte Nephrokalzinose beobachtet werden.
Obwohl sie vererbt wird, kann die Hypophosphatasie in jedem Lebensalter erstmals auftreten, beziehungsweise Symptome verursachen. Während im Kindesalter die Verwechslung mit verschiedenen Skelettdysplasien nahe liegt, lautet bei den erwachsenen Patienten die erste Fehldiagnose in der Regel Osteoporose.

## Geschichte
Im Jahre 1956 wurde von Heinz Nierhoff und Otto Hübner eine Beschreibung der infantilen Form der Hypophosphatasie veröffentlicht.
Darauf bezieht sich die veraltete Bezeichnung Nierhoff-Hübner-Syndrom.